# A Nagykanizsa Demons a 2007-es szezonban

## A szezon

### Pre season

#### Nagykanizsa Demons– Zagreb Thunder 6-22
| Negyed  | 1 | 2  | 3 | 4 | Tot |
| ------- | - | -- | - | - | --- |
| Demons  | 0 | 0  | 6 | 0 | 6   |
| Thunder | 0 | 13 | 2 | 7 | 22  |

- Időjárás: 22 °C (napos)
- Kezdés: 2007. április 7. 14:00
- Helyszín: Nagykanizsa Mindenki Sportpálya
- Nézőszám: 400

Az előkészületi időszak utolsó hétvégéjén a Nagykanizsa Demons a szomszédos Horvátország egyetlen amerikai footballt játszó csapatát, a Zagreb Thundert látta vendégül, akik hatalmas kerettel érkeztek Nagykanizsára.
Az mérkőzés első negyede az ismerkedéssel telt, a két csapat csak sikertelen támadásokat tudott felmutatni, pont egyik oldalon sem született. A védelmek uralták ezt a szakaszt, a támadók inkább csak készültek a további három játékrészre. Aztán a Thunder megmutatta, hogy a készülésük eredményes volt. A második negyedben 13 pontot szereztek, miközben a védelem jól tartotta a Démonok támadóit, akik kicsit meg is illetődtek ettől, és nem tudtak reagálni a zágrábiak pontjaira a szünet előtt.
A harmadik negyedben azonban sikerült némileg felzárkózniuk, hat pontot szerezve. De a Thunder nem állt le a szünet után sem, és bár a Nagykanizsa sokkal jobb játékot mutatott, mint az első félidőben, túl későn ébredtek és nem tudták megállítani a vendégeket, valamint felzárkózni melléjük. Az utolsó negyed is kiegyensúlyozott volt a Thunder által szerzett touchdown ellenére is, a Demons ugyanúgy szerezhetett volna pontokat.
A Nagykanizsa következő mérkőzéséig még van majdnem három hét, ezalatt az idő alatt még javíthatnak a hibákon, illetve értékelhetik a Thunder ellen szerzett tapasztalatokat. Mindenesetre a második félidőben mutatott játék alapján többet is várhatunk a Demonstól, ha a Thunder ellen is végig úgy játszottak volna, szorosabb eredmény alakulhatott volna ki.
- Pontok[1]
  - ZT – Craig 28 run (Marovic kick failed)
  - ZT – 47 pass from Mijac (Marovic kick)
  - ZT – Safety
  - ND – Németh M. 26 run (Őri Á. run blocked)
  - ZT – 15 run (Marovic kick)

### III. Hungarian Bowl

#### Nagykanizsa Demons–ARD7 Budapest Wolves II12-30
| Negyed    | 1 | 2  | 3 | 4  | Tot |
| --------- | - | -- | - | -- | --- |
| Demons    | 0 | 0  | 0 | 12 | 12  |
| Wolves II | 7 | 23 | 0 | 0  | 30  |

- Időjárás: 25 °C (napos)
- Kezdés: 2007. április 29. 15:00
- Helyszín: Nagykanizsa Mindenki Sportpálya
- Nézőszám: 300
- MVP: Bíró Szabolcs #36 – Budapest Wolves II

Összeszedett, majd elfáradt Wolves II, és gyenge Démoni támadások, főszerepben a bírókkal.
A két csapat gyors bevonulásával kezdődött a találkozó, majd egymásnak is estek a felek.
A hazai csapat kezdett támadással, ami 6yard megtétele után elakadt, és puntolták a labdát. A vendégcsapat szépen felépített támadása következett, csak futásokból áll, és ebből a hatodik egy 35 yardos, ami a gól zónában végződik, kivitelezője Danku Dávid (#32), az extra pont is megvan mellé. 0-7
Ezután egy újabb Demons támadás hal el hamar, majd a Farkasok támadása végződik ugyanígy. A negyed végét hazai támadás zárja, amit csak azért említek meg, mert itt sikerült először first downt elérni, de a vége itt is labda elrúgás, amit ráadásul blokkolnak így a hazaiak térfeléről, kezdhet a Wolves csapata.
A második negyedben a Demons szétesett támadó sorához csatlakozik a védelmük is.
Egy bal oldali erőfutást néz közelről 4 fekete mezes hazai játékos, de közbe avatkozni valamiért nem akartak, és Bíró Szabolcs (#36) tovább növeli az előnyt, az egy pontost blokkolják, de a szabad labdára, egy arra járó Wolves játékos esik így a jutalma két pont. 0-15
Nekiveselkedik a Démonok támadó egysége, előrejut 35 yardot, de a vendégek 29-s yardjánál elakadnak. Három Wolves próbálkozást is megállít a Demons védelme. A puntot megismételtetik a vendégekkel szabálytalanság miatt 5 yarddal hátrábbról. A labda feladás meg nem jó, így futnia kell a játékosnak, ami annyira jól sikerül, hogy újra első kísérlettel jöhet a budapesti csapat.
Ekkor feladja a védelem. Sorozatos futások, és a végén 1 yardról Bíró Szabolcs (#36) berobog a cél területre, a rúgás jó. 0-22
A hazaiak pár játék után egy passznál eladják a labdát, ismét jöhet a Wolves, és hamar lerendezik a dolgot egy szép passz játék, és Iványi M. (#12) 36 yard megtétele után ünnepelhet. Az extra pontot cselesen végzi el a vendégcsapat, rúgás helyett fut a holder két pont a jutalom érte. 0-30
A második félidőben a Wolves csapata támadó egysége teljesen leállt, a becserélt tartalékirányítónak, nem ment a játék. Mindössze egyszer voltak a Demons térfelén, ebben a játékrészben, de akkor sem tudtak maradandót alkotni.
A Démonok defense viszont dicsérendő, az első félidőben szétesett társaság összekapta magát. Nullára hozta a második félidőt.
A támadóik a harmadik negyedben már eljutottak a vendégek gól területéig, de a 10 yardos vonalnál elvesztették a labdát egy fumble-lel.
A negyedik negyedben viszont kétszer is sikerült pontot szerezni.
Az egyik egy reverse, kivitelezője Németh Milán (#19) 19 yardos vágta volt. A két pontos kísérlet nem sikerül.
A másik meg egy yardos futás Bodnár Attilától (#4). Az extra pont itt sem sikerül. 12-30
Vége a találkozónak a Budapest Wolves2 könyörtelenül kihasználta a hazaiak hibáit, és dekoncentráltságát, és megérdemelten nyerték meg a találkozót.
Sajnos a bírók főszereplőivé váltak a mérkőzésnek, többszöri mindkét csapatot sújtó – kételyeket ébresztő – bíró ténykedésük élvezhetetlenné tette a találkozót.
- Pontok[2]
  - BW – Danku D. 35 run (Stumpf M. kick)
  - BW – Bíró Sz. 36 run (26 rush)
  - BW – Bíró Sz. 1 run (Stumpf M. rush)
  - BW – Iványi M. 36 pass from Madarász S. (Stumpf M. kick)
  - ND – Németh M. 19 run (Őri Á. rush fumbld)
  - ND – Bodnár A. 1 run (Takács E. kick failed)

#### Győr Sharks–Nagykanizsa Demons22-0
| Negyed | 1  | 2 | 3 | 4 | Tot |
| ------ | -- | - | - | - | --- |
| Sharks | 14 | 8 | 0 | 0 | 22  |
| Demons | 0  | 0 | 0 | 0 | 0   |

- Időjárás: 19 °C (felhős)
- Kezdés: 2007. május 6. 15:00
- Helyszín: Győr Dózsa Sporttelep
- Nézőszám: 150
- MVP: Szentmihályi Ádám #89 – Győr Sharks

A divízió I. nyugati csoportjában a Győr Sharks magabiztosan nyerte a második mérkőzését is, ezúttal hazai pályán. Ezzel a győzelemmel a címvédők komoly előnyre tettek szert a két vetélytársukkal szemben, ráadásul a kiütéses győzelem a visszavágókra nézve még üzenetértékkel is bírhat.
A bajnokság rajtja előtt a Győr Sharks edzője, Boda Gábor nyilatkozatában azt ecsetelte, hogy a csapat játékosállománya tavalyhoz képest sokat csökkent, és emiatt a csapat sem annyira ütőképes. Ez viszont egyáltalán nem látszik a Cápákon, akik idegenben a Budapest Wolves II-n, otthon pedig a Nagykanizsa Demonson léptek túl, utóbbi ellenfelükön igen magabiztosan.
A győri és a nagykanizsai alakulat korábban már kétszer is találkoztak, mindkétszer Nagykanizsán és mindkétszer a Győr Sharks nyert, de arra még nem volt példa, hogy a Démonok ne szerezzenek pontot. Ez azt mutatja, hogy a Sharks védelme igencsak felszívta magát, a Wolves II ellen még 26 pontot engedtek, most azonban egyet sem.
A Nagykanizsa Demons ezzel a vereséggel nehéz helyzetbe került, és bár még csak az alapszakasz felénél járunk, de a rájátszás számukra kezd távolodni, hiszen most már csak úgy juthatnak be oda, ha mindkét további mérkőzésüket megnyerik, márpedig ez nem lesz könnyű feladat. A Démonok három hét múlva javíthatnak, míg a Sharksnak csak két hetet kell várnia az újabb találkozóig, ráadásul akkor is hazai pályán játszhatnak majd. Mindkét csapatnak a Budapest Wolves II lesz a következő ellenfele.
- Pontok[3]
  - GS – Szentmihályi Á. 27 pass from Szabó G. (Dezső S. kick)
  - GS – Kiss Z. 2 run (Dezső S. kick)
  - GS – Schwarc F. 2 run (Szabó G. rush)

#### ARD7 Budapest Wolves II–Nagykanizsa Demons27-24
| Negyed    | 1 | 2  | 3 | 4     | Tot |
| --------- | - | -- | - | ----- | --- |
| Wolves II | 0 | 14 | 0 | 7(6)  | 27  |
| Demons    | 0 | 0  | 7 | 14(3) | 24  |

- Időjárás: 35 °C (napos)
- Kezdés: 2007. május 26. 15:00
- Helyszín: Budapest Láng Sporttelep
- Nézőszám: 50
- MVP: Terdik János #20 – ARD7 Budapest Wolves II

Erős kezdés után elfogyott a farkasok lendülete, megkezdték felzárkózásukat a démonok. A második félidőben behozták hátrányukat, így végül a hosszabbítás döntött. Magyarországon eddig nem látott izgalmakkal debütált a Láng-Vasas pálya szombaton.
Nem érkezett meg időben a mentő, így a három órás kezdés harminc percet csúszott. A mintegy kétszáz néző türelmesen várt a délutáni napon, nem hiába. Az első félidőben a Wolves támadócsapata dominált, míg a védelmük remekül állította meg a vendég Nagykanizsát. Az első két negyed után az állás 14-0 volt.
A szünetben alapos fejmosást kaphatott a Demons, hiszen a második félidőre egy teljesen más arcát mutatta a csapat. Sikerült meglepniük a pesti csapatot, a lefújás pillanatában már 21-21 volt az állás. Magyarországon még nem volt példa pontegyenlőségre tétmeccsen, így ez volt az első mérkőzés, ahol a hosszabbítás döntött.
A végső harcban egyre inkább elszabadultak az indulatok, de a kakaskodást a bírók jól kezelték, komolyabb probléma nem adódott. Végül a farkasok 27-24 arányban győzték le kanizsai csapatot, a divízió alapszakaszának legizgalmasabb mérkőzésén.
A nézők igazán nem panaszkodhattak, a farkasok első számú irányítója, Bencsics Márk is vállalt egy touchdownt, gyönyörű futást bemutatva. A Nagykanizsa egyik legjobb játékosa Németh Milán volt.
- Pontok[4]
  - BW – Terdik J. 70 run (Nagy L. kick)
  - BW – Igari Sz. 21 pass from Madarász S. (Nagy L. kick)
  - ND – Horváth Z. 1 run (Takács E. kick)
  - ND – Németh M. 19 pass from Bodnár A. (Takács E. kick)
  - BW – Danku D. 10 run (Nagy L. kick)
  - ND – Cseh-Németh I. 15 pass from Bodnár A. (Takács E. kick)
  - ND – Takács E. 20 field goal
  - BW – Danku D. 2 run

#### Nagykanizsa Demons–Győr Sharks31-37
| Negyed | 1  | 2  | 3 | 4  | Tot |
| ------ | -- | -- | - | -- | --- |
| Demons | 0  | 10 | 6 | 15 | 31  |
| Sharky | 12 | 6  | 6 | 13 | 37  |

- Időjárás: 30 °C (napos)
- Kezdés: 2007. június 9. 15:00
- Helyszín: Nagykanizsa Mindenki Sportpálya
- Nézőszám: 100
- MVP: Schwarcz Ferenc #42 – Győr Sharks

Az első negyedben magához ragadta a vezetést egyből a Győr, ahogy azt tőlük az idén megszokhattuk, 2 touchdownnal el is húztak az első negyedben, igaz mindkét jutalomrúgást rontották. A hazai csapat a negyed végén riadót fújt, és remek támadás sorozatát a következő negyed végén sikerrel be is fejezte, jelezvén ezzel, hogy most nem kívánnak lemondani a pontszerzésről, mint a győri meccsen.
A Sharks csapatának támadó egysége továbbra is magabiztosan játszott, tőlük egy kicsit szokatlanul szinte csak passzoltak, és tovább növelték előnyüket. A nem működő extra pont helyett egy, két pontos kísérlet, de ez sem jár sikerrel.
A kanizsai csapat továbbra is megy előre, de a negyedből már kevés van hátra, így mezőnygólt próbálnak, de blokkolják azt.
A vendégeknek van még egy kis idejük, így passzjátékkal próbálnak újabb yardokat, és pontokat nyerni, de az egyik passznál a védő kezében landol a labda, aki közel 40 yardot tesz meg vele, és mivel marad még pár darab másodperc, azonnal rúgnak a hazaiak, ami most sikerül.
A harmadik negyedben mind két csapatnak sikertelen támadásait láthattuk, a ponttalanságot végül a Cápák csapata törte meg, amire viszont megint válaszoltak a hazaiak. Mindkét oldalon kimaradtak az extrák.
Ebben a negyedben egy kanizsai támadásnál az irányítót, aki már az oldal vonal felé tartott, hogy megbeszélje a következő taktikát a Győr #28-s játékosa hátulról szánt szándékkal neki ugrott, a bírók teljesen jogosan azonnal kiállították. (Reméljük lesz folytatása a szövetségnél, és súlyos büntetést szabnak ki a Bajnokcsapat játékosához nem méltó tettért.) 
A folytatás a negyedik negyedben megint újabb győri pontokat ígért, de az amerikai futball kiszámíthatatlan! A vendégcsapat a saját gól területe előtt egy motionnal próbálkozik, ami eddig mindig bevált, de most levédekezi a Demons, de nem csak területet veszítenek a Cápák, hanem a labdát is!
Az óriási szívvel játszó Démonok a remek pozíciót szinte azonnal, pontokra váltják, és kiegyenlítenek.
A második félidőben használt erőfutásokkal a Győr ismételten megy előre, de a hazai legények megállítják őket, el is puntolják a labdát, de a találkozó legnagyobb hibáját véti a Demons csapata, 12 ember a pályán, 15yard büntetés, és automatikus első kísérlet. A Sharks a hirtelen jött szerencséjét gyorsan ki is használja, és az extrát végre sikerül berúgni.
Ám a Demons aznap remek ellenfélnek bizonyul, egy újabb huszáros hajrá remek futásokkal, és passz játékkal, és újra egyenlő az állás.
Óriási a csata a pályán, végül erőből, minden erő tartalékát felhasználva, de minden egyes yardért megszenvedve 40mp-el a vége előtt beviszi a labdát a Sharks. Az utolsó támadásából a hazai csapat egy passz játékkal közel 70 yardot tesz meg, de a vezető bíró jelzi nincs több idő.
- Pontok[5]
  - GS – Szabó G. 5 run (Benke M. kick blockd)
  - GS – Rácz B. 43 run (Szabó G. rush failed)
  - ND – Őri Á. 4 run (Takács E. kick)
  - GS – Szentmihályi Á. 11 pass from Szabó G. (Szabó G. pass failed)
  - ND – Takács E. 31 field goal
  - GS – Kohut D. 29 run (Benke M. kick failed)
  - ND – Cseh-Németh I. 6 pass from Bodnár A. (Takács E. kick failed)
  - ND – Őri Á. 8 run (Németh M. pass from Bodnár A.)
  - GS – Szabó G. 3 run (Benke M kick)
  - ND – Őri Á. 1 run (Takács E. kick)
  - GS – Schwarc F. 7 run (Benke M. rush failed)

## Játékosok
- 46 Bábel Tibor CB
- 33 Bévárdi Kornél FB
- 04 Bodnár Attila QB
- 48 Böröndi Krisztián LB/SS
- 13 Cseh-Németh István WR
- 85 Dávidovics László WR
- 55 Dezső Tamás LB
- 26 Farkas István WR
- 80 Foray Zoltán WR
- 73 Hervai Zoltán C
- 27 Horváth Zoltán RB
- 12 Katona Márk QB
- 11 Kepe Károly CB
- 42 Kiss Dávid TE
- 54 Kiss Rudolf LB
- 30 Klein Márk CB
- 69 Kovács Balázs OT
- 60 Kovács László OT
- 58 Magyaródi Balázs C
- 79 Mózer Péter G
- 63 Mozsolics Ferenc DE/LB
- 19 Németh Milán WR
- 66 Németh Attila Gábor G
- 68 Nyakas László OT
- 38 Őri Árpád RB
- 89 Őri Gergő WR
- 22 Peti János RB
- 99 Pintér Tamás DE
- 77 Sánta István OT
- 56 Szabó István LB
- 75 Szabó Levente DT
- 78 Tálos Tamás DT
- 50 Takács Endre LB
- 23 Takács Krisztián CB
- 35 Vági János LB
- 76 Varga Gábor DT/DE
- 29 Varga Norbert FS
- 88 Vidovics Attila TE
- 47 Vidovics Ferenc TE